# Hooglede
Hooglede és un municipi belga de la província de Flandes Occidental a la regió de Flandes.

## Seccions
| #            | Nom                                                  | Superfície (km²) | Població (31/12/2006) |
| ------------ | ---------------------------------------------------- | ---------------- | --------------------- |
| I (III) (IV) | Hooglede - Hooglede - Sleihage - Sint-Jozef/De Geite | 22,00            | 5.713                 |
| II           | Gits                                                 | 15,83            | 4.151                 |

## Localització

Mapa de Hooglede

| - a. Lichtervelde - b. Beveren (Roeselare) - c. Roeselare (Roeselare) - d. Oostnieuwkerke (Staden) - e. Staden - f. Handzame (Kortemark) - g. Kortemark - h. Torhout |